# Julieta Cruz
Julieta Micaela Cruz Navarrete (* 4. Juni 1996 in General Alvear, Provinz Mendoza) ist eine argentinische Fußballspielerin.

## Karriere

### Klub
Im Jahr 2014 schloss sie sich im Alter von 17 Jahren River Plate an und kam einmal zum Einsatz. Nach dieser Partie wurde bei ihr eine Art der Supraventrikulären Tachykardie diagnostiziert. Der Klub wollte die Kosten aber nicht übernehmen und so verließ sie den Klub schließlich. Abschließend konnte die Behandlung von ihren Verwandten bezahlt werden, sie fiel aber eine längere Zeit aus.
Im Jahr 2016 schloss sie sich dann den Boca Juniors an. Dort unterschrieb sie im August 2019 ihren ersten professionellen Vertrag.

### Nationalmannschaft
Ihren ersten bekannten Einsatz für die argentinische A-Nationalmannschaft hatte sie am 17. September 2021 bei einer 1:3-Freundschaftsspielniederlage gegen Brasilien. Nach weiteren Freundschaftsspieleinsätzen kam sie dann auch bei der Copa América 2022 zum Einsatz.
Am 8. Juli 2023 wurde sie für den finalen Kader bei der WM 2023 nominiert. Dort erhielt sie bei beim zweiten Gruppenspiel, einem 2:2 gegen Südafrika, ihr WM-Debüt.